# Kempton Park
Pour les articles homonymes, voir Kempton (homonymie).
Kempton Park est une ville du Gauteng, en Afrique du Sud. Baptisée par son fondateur, Karl Wolff, en l'honneur de sa ville natale, Kempten, une ville de Bavière, Kempton Park est située dans la banlieue nord-est de Johannesburg et au sud de Pretoria. Elle est également située à proximité du township de Tembisa.
Fondée en 1903 sur le domaine de la ferme de Zuurfontein, Kempton Park est une ancienne municipalité indépendante, intégrée en 2000 à la nouvelle municipalité métropolitaine d'Ekurhuleni.
L'aéroport international de Johannesburg est situé à Kempton Park.

## Quartiers

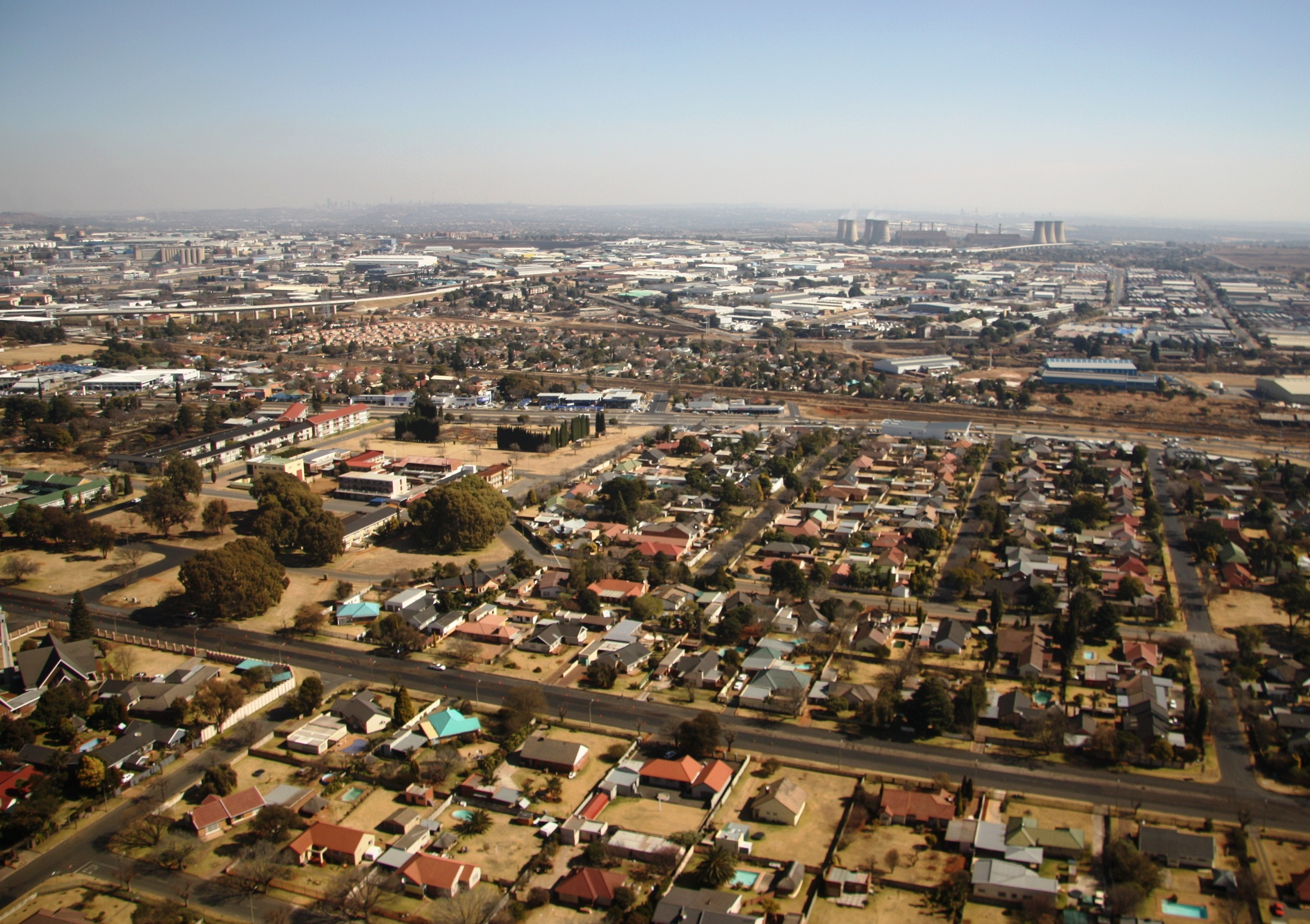
Quartier de Rhodesfield à Kempton Park

- Cresslawn
- Birchleigh
- Kempton Park West
- Edleen
- Van Riebeeck Park
- Glen Marais
- Norkem Park
- Allen Grove
- Nimrod Park
- Rhodesfield
- Bonaero Park
- Terenure
- Esther Park
- Aston Manor
- Spartan
- Croydon
- Bredell
- Pomona
- Birch Acres
- Birchleigh North

## Démographie
Kempton Park compte 171 575 habitants (46,85% de blancs et 46,56% de noirs). La population est relativement majoritairement de langue maternelle afrikaans (34,96%).

## Odonymie
L'odonymie locale a légèrement évolué à partir de 2021 afin de célébrer les personnalités de la lutte contre l'apartheid.
| Anciens noms de rues  | Nouveaux noms                  |
| --------------------- | ------------------------------ |
| R562 Olifantsfontein  | Winnie Madikizela-Mandela Road |
| Bronkhorstspruit Road | Sarah Mnyele Road              |
| Pomona Road           | Petrus “Chilly” Magagula Road  |
| Voortrekker Road      | Amon Ngulele Road              |